# L'Homme du Nevada

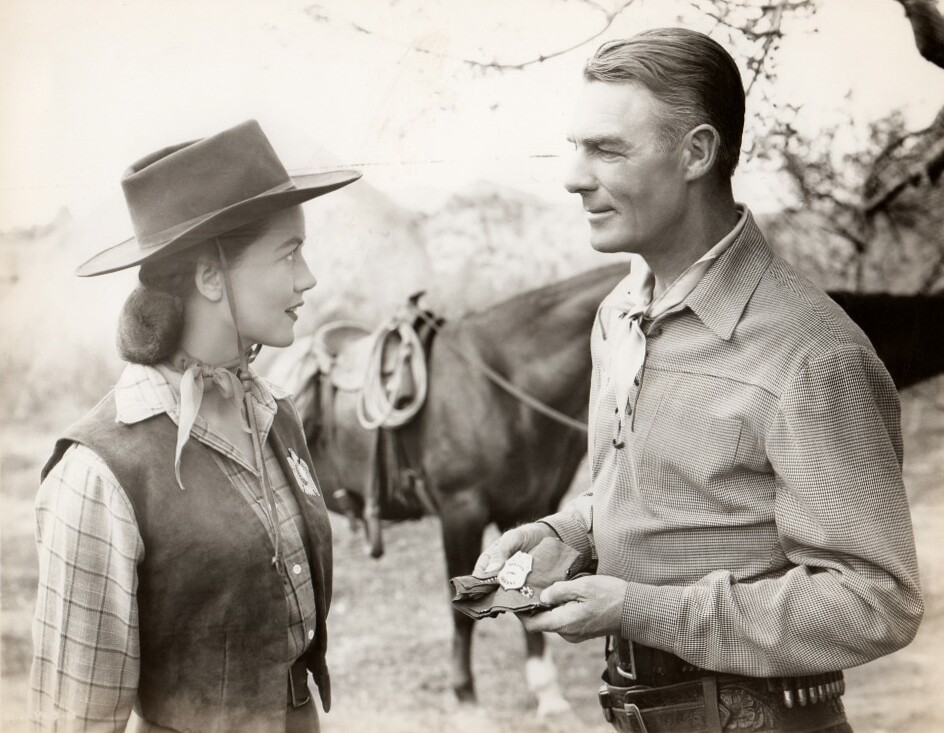
Dorothy Malones et Randolf Scott dans le film l’Homme du Nevada.

L'Homme du Nevada est un western américain réalisé par Gordon Douglas, sorti en 1950.

## Synopsis
Tom Tanner, fugitif, accompagné de Andy Barclay son complice doivent récupérer une carte dans une banque - Deux bandits (Jeff Corey et Frank Faylen), frères par la même occasion, ayant surpris ce « cambriolage » hors norme, les précèdent puis les attendent dans un coin isolé quelques kilomètres plus loin pour leur ordonner de leur abandonner « le butin ». Andy sauve la vie de Tom à cette occasion et laisse partir les deux crapules après les avoir désarmés. Andy apprend qu’à l’aide de ce plan Tom souhaite retrouver l’or volé lors d’un précédent braquage. La nuit suivante, Tom fausse compagnie à Andy mais celui-ci le retrouve peu de temps après dans la ville de Twin Forks dirigée en sous-main par Edward Galt (George Macready), un homme avide et cupide qui n’hésite pas à faire tuer ses plus proches amis pour arriver à ses fins, ce que sa fille Karen (Dorothy Malone) ignore totalement. Lors de cette "course au trésor", sans que Karen ne se doute de quoi que ce soit, c’est néanmoins par elle que tous les ennuis vont arriver ; d’autant plus, qu'au grand dam de son paternel, elle est tombée sous le charme d’Andy qui lui révèle bientôt sa véritable identité...

## Fiche technique
- Titre : L'Homme du Nevada
- Titre original : The Nevadan
- Réalisation : Gordon Douglas
- Scénario : George W. George et George F. Slavin, d'après leur histoire
- Photographie : Charles Lawton Jr.
- Musique : Arthur Morton
- Direction artistique : George Brooks
- Format d'image : Couleur (Cinecolor)
- Décors : Frank Tuttle
- Production : Harry Joe Brown, Randolph Scott pour Columbia Pictures
- Durée : 81 minutes
- Dates de sortie : 
  - États-Unis : 11 janvier 1950

## Distribution
- Randolph Scott : Andrew Barcley
- Dorothy Malone : Karen Galt
- Forrest Tucker : Tom Tanner
- Frank Faylen : Jeff
- George Macready : Edward Galt
- Charles Kemper : Shérif Dyke Merrick
- Jeff Corey : Bart
- Tom Powers : Bill Martin
- Jock Mahoney : Sandy
- Charles Halton
- Hank Mann
- Francis McDonald
- Bill Wolfe
- James Kirkwood Sr. : Tex